# Pumallacta
Pumallacta ist eine Ortschaft und eine Parroquia rural („ländliches Kirchspiel“) im Kanton Alausí der ecuadorianischen Provinz Chimborazo. Die Parroquia besitzt eine Fläche von 22,66 km². Die Einwohnerzahl lag im Jahr 2010 bei 905. Die Bevölkerungsentwicklung hat einen negativen Trend.

## Lage
Die Parroquia Pumallacta liegt in den Anden. Der Hauptort Pumallacta befindet sich 7,5 km südsüdöstlich des Kantonshauptortes Alausí auf einer Höhe von 2850 m. Die Fernstraße E35 (Alausí–Chunchi) führt 2 km nördlich an Pumallacta vorbei. Das Areal liegt am Nordhang des 4400 m hohen Cerro Cisarán. Im Norden reicht das Verwaltungsgebiet hinab bis zu dem nach Westen fließenden Río Chanchán (im Oberlauf auch Río Guasuntos).
Die Parroquia Pumallacta grenzt im Nordosten an die Parroquia Guasuntos, im Nordosten an die Parroquia Achupallas, im Westen an die Parroquia Sevilla sowie im äußersten Norden an die Parroquia Alausí.